# شهرک ابوالفضل (هامون)
شهرک ابوالفضل، روستایی در دهستان تیمورآباد بخش تیمورآباد شهرستان هامون در استان سیستان و بلوچستان ایران است.

## جمعیت
بر پایه سرشماری عمومی نفوس و مسکن در سال ۱۳۹۵، جمعیت این روستا برابر با ۳۳۹ نفر (۹۱ خانوار) بوده‌است.